# 湖南工程学院
湖南工程学院是中华人民共和国湖南省湘潭市的一所本科院校。2000年6月由机械工业部湘潭机电高等专科学校与湖南纺织高等专科学校合并组建。2011年10月，经中华人民共和国国务院学位委员会批准，学校成为硕士专业学位研究生授权单位。

## 历史沿革
学校肇始于1978年10月成立的湘潭基础大学以及1983年成立的湘潭机电专科学校，其中前者更名为湖南省纺织专科学校:110。2000年，中华人民共和国教育部批准湘潭机电高等专科学校与湖南纺织高等专科学校合并，组建本科层次的湖南工程学院。

## 学院（教学部）设置
- 电气与信息工程学院
- 机械工程学院
- 纺织服装学院
- 信息科学与工程学院
- 材料与化工学院
- 经济学院
- 管理学院
- 计算科学与电子学院
- 外国语学院
- 马克思学院
- 建筑工程学院
- 设计艺术学院
- 体育工程学院
- 卓越工程师学院
- 智能科学与工程学院
- 国际教育学院
- 应用技术学院
- 工程训练中心
- 成人教育学院

其中纺织工程专业被确定为国家级特色专业。